# Kirka Šarif
Kirka Šarif (paštunsko خرقه شريفه, latinizirano: sveti plašč) je islamsko svetišče v Kandaharju v Afganistanu. Svetišče je postalo opazno v angleški literaturi med drugo anglo-afganistansko vojno, ko je sosednja Britansko-Indijska država poskušala vzpostaviti prijateljstvo z Afganistanom. V svetišču je plašč ali plašč v bližnjevzhodnem slogu, za katerega se domneva, da je Mohamedov plašč, kot ga je nosil islamski prerok Mohamed med Nočnim potovanjem (Isra in Miradž) leta 621.

## Mohamedov plašč
Ta plašč je prišel v Kirko Šarif, ko ga je podaril afganistanski vladar iz 18. stoletja Ahmad Šah Durrani, oče modernega Afganistana in ustanovitelj Durranijskega imperija. Sam sveti muslimanski predmet je Ahmadu Šahu podaril emir iz Buhare okoli leta 1768. Plašč naj bi nosil islamski prerok Mohamed med slavnim Isra' in Miradž ali Nočnim potovanjem leta 621. Je ena najbolj čaščenih relikvij v muslimanskem svetu.

## Petkova mošeja
Stavba, v kateri je Kirka Šarif, stoji poleg zgodovinske petkove mošeje v Kandaharju. Zasnova mošeje sledi številnim načelom islamske arhitekture in lokalnih običajev, notranjost pa je okrašena in izklesana z zelenim marmorjem iz province Helmand v Afganistanu. Poleg tega ima ploščice, ki so zrcaljene s pozlačenimi detajli. Mošeja ima tudi veliko dvorišče in nagrobnik, ki je v prostorih svetišča. Stene svetišča so okrašene z rezbarijami, ki so običajne v mnogih islamskih mošejah. Na rezbarijah te mošeje so drevesa in drugo listje, dizajni pa so edinstveni za vsako steno.

## Mavzolej Ahmada Šaha
Kratek sprehod stran od svetišča Kirka Šarif je grobnica Ahmada Šaha Durranija, ustanovitelja Durranijskega imperija.